# 宮市
宮市是唐朝皇帝派宦官到民間市場以低價強買貨物的現象。在唐順宗時，被二王八司馬的永貞改革廢除。

## 歷史
香港城市大學與復旦大學發表的研究顯示：根據唐中宗的兩部本紀，有關宮市的最早記錄可追溯至707年。最初，宮市僅僅是一種皇家的娛樂項目，直到唐玄宗時期才逐漸演化成針對宮廷之需要的商業活動。
在唐德宗貞元年間以前，皇宮如果要購置物品的話，會讓官吏（最初稱爲“內中市買使”，後來改稱爲“宮市使”）去採購，而且在購買後會立即付錢。
這一時期，木炭作為唐代皇家的主要燃料，其購買與管理對於整個宮殿的日常運轉而言至關重要，不少官員都被任命為「木炭使」。起先，宦官只是宮市使，職責也並不包括購買木炭。但隨著宮廷鬥爭階段中宦官權力的增長，此種慣例發生了改變，木炭使的工作也逐漸融入了宮市使。而木炭本身也僅僅是在朝廷藉由宮市掠奪的諸多商品中的一種。
所以到了貞元末年，皇家則開始派宦官採購物品，此時，就已經開始出現低價強買，巧取豪奪的現象。再之後，連宮市文書都沒有了。雖然當時的諫官多次向德宗建議廢除宮市，但是，宮市一直沒有被廢止。

## 施行
宮市的實施包括由宦官在宮中經營的商店。這些宦官仗勢欺人，派遣手下前往東市與西市或者往來民眾的必經之路進行強買強賣。商販的貨品都以極其低廉的價格被強買去，還被命令將商品運送到宮殿。
當時，常有數百人在長安的各個市場以低價強買貨物，他們常常用幾百錢買價值幾千錢的物品，甚至分文不給。時人也無法分辨其真僞，不敢問他們是從哪裏來的。
韓愈所著的《順宗實錄》中曾記載這樣一件事：有一個農夫背着柴準備進城去賣，卻遇到一個宦官稱皇帝買了他（即“宮市”）的柴，而且之後僅付給他幾尺的絹作爲貨款，還向他索要“門戶錢”，並要求農夫用他的驢把柴送進皇宮。農夫因而哭泣，把絹交還給宦官求饒，而宦官卻依然要他用驢把柴送進宮。農夫最後無可奈何，把那個宦官打了一頓，巡察的官吏發現以後將其逮捕。德宗聽說以後，下詔罷免了這個宦官，并賞賜給這個農夫十匹絹。
儘管詳盡記錄此種事件的歷史檔案今日已難以尋覓，相關學術研究普遍使用「搶」、「奪」、「搶奪」與「掠奪」之類的詞彙對宦官的劣行給予負面評價。

## 廢除
唐順宗即位後不久，開始任用以王叔文爲首的二王八司馬改革派。該派實行了一系列政策，即永貞改革，其中就包括了廢除欺壓百姓的宮市和五坊小兒。

## 評價
陳寅恪曾在《元白詩箋證稿》中寫到：“宮市者，乃貞元末年最爲病民之政。”
韓愈曾在《順宗實錄》中寫到：“名爲宮市，而實奪之。”
章立凡曾經在一篇文章中說：“唐德宗初登大位時尚知節儉，晚年卻越來越貪婪奢靡，“宮市”也折騰到了民不堪命的程度。”

## 文學
白居易所寫的《賣炭翁》中就曾經諷刺了宮市中以低價強買貨物的現象，該詩標題下有一小註曰：“苦宮市也。”

### 相關作品
- 白居易 《賣炭翁》
- 韓愈 《順宗實錄》

## 腳註
註釋
1. ↑  “宮”是“皇帝”之意，“市”是“購買”而非“市場”之意。連起來就是皇帝買的意思

來源
1. 1 2  賀忠. . 《九州學林》 (香港城市大學中國文化中心): 195.   [2014-06-18]. ISSN 1729-9756. （原始内容存档于2015-09-23） （中文（香港））.
2. 1 2  章立凡. . 人民網.   [2014年4月28日]. （原始内容存档于2015年9月24日）.
3. 1 2 3 4 5  韓愈. . . 舊事：宮中有要市外物，令官吏主之，與人為市，隨給其直。貞元末，以宦者為使，抑買人物，稍不如本估。末年不復行文書，置「白望」數百人於兩市並要鬧坊，閱人所賣物，但稱「宮市」，即歛手付與，真偽不復可辨，無敢問所從來。其論價之高下者，率用百錢物買人直數千錢物，仍索進奉門戶並腳價錢。將物詣市，至有空手而歸者。名為「宮市」，而實奪之。嘗有農夫以驢負柴至城賣，遇宦者稱「宮市」取之，纔與絹數尺，又就索門戶，仍邀以驢送至內。農夫涕泣，以所得絹付之，不肯受，曰：「須汝驢送柴至內。」農夫曰：「我有父母妻子，待此然後食。今以柴與汝，不取直而歸，汝尚不肯，我有死而已！」遂毆宦者。街吏擒以聞，詔黜此宦者，而賜農夫絹十匹，然「宮市」亦不為之改易。諫官御史數奏疏諫，不聽。上初登位，禁之。至大赦，又明禁。
4. 1 2  李樹桐. . 臺灣商務印書館. 1995: 383  [2014-07-05]. ISBN 9570511257. （原始内容存档于2016-03-03） （中文（繁體））.
5. ↑  林天蔚; 黄约瑟. . 香港大學亞洲研究中心. 1987: 17  [2014-07-05]. （原始内容存档于2016-03-03） （中文（繁體））.
6. ↑  王壽南. . 臺灣商務印書館. 2004: 204  [2014-07-05]. ISBN 9570518987. （原始内容存档于2014-07-14） （中文（繁體））.
7. ↑  傅樂成. . . 1993.
8. ↑  陳寅恪. . ISBN 9868574781.
9. ↑  .   [2014-04-26]. （原始内容存档于2014-11-19）.

書目
- 傅樂成. . 眾文圖書公司. ISBN 957-532-033-6.